# Cornelia Gheorghe
Cornelia Gheorghe, coniugata Taflan (Bucarest, 1942), è un'ex cestista rumena.

## Carriera
Con la Romania ha disputato i Campionati mondiali del 1959 e cinque edizioni dei Campionati europei (1962, 1964, 1966, 1968, 1970).